# كارلوس بيرنارديز
كارلوس بيرنارديز (بالإنجليزية: Carlos Bernárdez؛ بالإسبانية: Carlos Bernárdez) هو لاعب كرة قدم هندوراسي وبليزي في مركز الهجوم، ولد في 28 ديسمبر 1992 في مدينة بليز في بليز. شارك مع منتخب بليز لكرة القدم. أما مع النوادي، فقد لعب مع نادي بيدا.

## وصلات خارجية
- كارلوس بيرنارديز على موقع قاعدة بيانات كرة القدم.إي يو (الإنجليزية)
- كارلوس بيرنارديز على موقع ناشيونال فوتبول تيمز (الإنجليزية)
- كارلوس بيرنارديز على موقع Soccerway.com (الإنجليزية)